# Armageddon (aespa 음반)
"Armageddon"은 대한민국 걸그룹 aespa의 첫 정규 음반이다. 2024년 5월 27일 SM 엔터테인먼트를 통해 발매되었으며, 두 개의 싱글 "Supernova"와 "Armageddon"을 포함하여 총 10곡이 수록되어 있다.

## 배경 및 발매
2024년 4월 22일, SM 엔터테인먼트는 Aespa가 첫 정규 음반 "Armageddon"을 발매할 것이라고 발표했다. 또한 이 음반에는 "Supernova"와 "Armageddon" 두 개의 싱글이 수록될 예정이며, "Supernova"는 5월 13일에, "Armageddon"은 음반과 함께 5월 27일에 발매될 것이라고 발표했다. 5월 2일, "Launch Code"라는 제목의 트레일러에서 홍보 일정이 공개되었다. 8일 후, 하이라이트 메들리 티저 영상과 함께 트랙 리스트가 공개되었다. 5월 12일, "Supernova"의 뮤직비디오 티저가 공개되었다. "Supernova"는 5월 13일 뮤직비디오와 함께 공개되었다. "Long Chat", "Licorice", 그리고 "Live My Life"의 티저 영상은 5월 15일부터 17일까지 공개되었다. CD 플레이어가 포함된 "Armageddon" CDP 버전은 7월 19일에 발매될 예정이다.

## 구성
총 10곡이 수록된 "Armageddon"은 팝 장르에 힙합, 댄스, 발라드 등 다양한 장르를 접목한 음반이다. 첫 번째 트랙인 "Supernova"는 "강력한 킥과 베이스", "중독성 있는 탑 라인", "신시사이저 멜로디"가 특징인 "빛나는 우주적" 댄스 및 하이퍼팝 곡으로, 가사는 "다른 차원으로 가는 문을 여는 사건의 시작을 초신성에 비유하며 큰 폭발의 시작을 표현하여 Aespa의 확장된 세계관"에 대한 내용을 담고 있다. 두 번째 트랙인 "Armageddon"은 "올드스쿨하지만 트렌디한 트랙"으로 묘사되는 힙합 및 댄스 곡으로, "유연한 R&B 브릿지"와 "나 자신만이 나를 정의할 수 있다"는 메시지를 담고 있는 가사가 특징이다. "쿵쿵거리는" 멜로디인 "Set the Tone"은 "흥미진진한 신시사이저의 펀치"가 특징인 힙합 트랙이다. 네 번째 곡 "Mine"은 그룹이 "두려움과 함께 성장하며 '깨진 거울'에 비친 '가짜 초상화'가 '나를 집어삼킬 것 같다'고 느끼는" 것을 반추하지만, 궁극적으로 걱정에도 불구하고 "꿋꿋하게 서 있다"는 내용을 담고 있다.
다섯 번째 트랙 "Licorice"는 "중독성 있는 팝록 훅", "빈티지 일렉 기타 사운드", "강력한 트랩 비트"가 특징인 댄스 곡이다. 가사적으로는 "묘한 매력을 가진 사람을 감초에 비유하며 그 사람에게 이끌리는 감정을 위트 있게 표현"한다. "시원한" 미드템포 팝 트랙인 "Bahama"는 "나른하고 황홀한 여름 코러스"와 "손뼉과 햇살 같은 반짝이는 멜로디" 위로 "친구를 제목에 등장하는 섬으로 여행하게 하는" 내용을 담고 있다. 일곱 번째 트랙 "Long Chat"은 "밤새도록 이어지는 다정한 대화"를 담은 가사가 특징인 댄스곡이다. 활기찬 팝송 "Prologue"는 그룹이 "성장하는 과정의 어려움과 혼란을 다루고, 불안감, 실망감, 열정 상실을 인정"하는 내용을 담고 있다. 아홉 번째 트랙인 "Live My Life"는 "경쾌한 기타 기반의" 팝 펑크 곡으로, "인생에 정답이 없듯이 기존 틀에서 벗어나 자유롭게 살아가는" 내용을 담고 있어 "자립적인 삶을 당당하게 살아가는" 메시지를 담고 있다. 마지막 트랙 "Melody"는 그룹의 팬들에게 헌정하는 피아노 "팬 송"이다.

## 평가
| 전문가 평가    | 전문가 평가 |
| 평가 점수      | 평가 점수   |
| 출처           | 점수        |
| -------------- | ----------- |
| 더 포티 파이브 | [ 21 ]      |
| 더 가디언      | [ 10 ]      |
| NME            | [ 17 ]      |

"Armageddon"은 음악 비평가들로부터 전반적으로 긍정적인 평가를 받았다. NME의 리안 데일리는 "Aespa가 자신들의 트레이드마크인 사운드와 음향에서 자유롭게 활약할 때, 그들은 그야말로 절묘하다"며 음반을 칭찬했다. 더 포티 파이브에 글을 쓴 제네사 윌리엄스는 그룹이 "강하고 부드러운 사운드를 모두 실험하려는 의지"에 대해 높이 평가하며, Aespa가 "자신들의 USP(고유한 강점) 중 더 엣지 있는 부분에 충실할 때 진정으로 빛을 발한다"고 언급했다. 그녀는 또한 그룹의 "배짱 있는 연금술과 태도가 음악계를 구할 수도 있다"고 덧붙였다. 롤링 스톤 인디아의 편집자 데바시리 더타는 Aespa의 "생생한 이야기"와 음반의 "시적인 풍경"을 칭찬하며, 이를 "각 곡에 엮인 감정, 분위기, 순간들로 가득 찬 다채롭고 심오한 청각적 경험"이라고 묘사했다. 빌보드의 제프 벤자민은 이 음반을 "Aespa 디스코그래피의 예술적 진화"라고 묘사하며 "현실과 가상 영역의 경계를 모호하게 만드는 확장된 다중 우주로 그들의 내러티브를 이끌었다"고 언급했다.
더 가디언의 알렉시스 페트리디스는 별 5개 중 2개를 부여하며 엇갈린 평가를 내렸는데, "모든 것이 흥미롭고, 매우 잘 만들어졌으며 - Aespa의 비디오는 매력적이고 놀랍도록 높은 수준으로 제작되었지만 - 그들의 음악이 사후적으로 여겨질 수 있다는 의심을 불러일으킬 수밖에 없으며, 실제로 들어봐도 이러한 이론은 사라지지 않는다"고 묘사했다.

## 상업적 성과
2024년 5월 27일, "Armageddon"이 선주문 판매에서 102만 장 이상 팔렸다고 보도되었다.
중국에서 QQ 음악 디지털 앨범 판매 차트에서 1위를 차지했으며, 발매 3시간 만에 "더블 플래티넘 앨범"으로 인증받았다.

## 수상 및 후보
| 시상식                 | 연도 | 부문                    | 결과 | Ref.   |
| ---------------------- | ---- | ----------------------- | ---- | ------ |
| Asian Pop Music Awards | 2024 | 올해의 해외 음반        | 수상 | [ 25 ] |
| Asian Pop Music Awards | 2024 | 올해의 해외 음반 Top 20 | 수상 | [ 25 ] |
| 골든 디스크 어워즈     | 2025 | 올해의 음반 (대상)      | 후보 | [ 26 ] |
| 골든 디스크 어워즈     | 2025 | 음반 본상               | 수상 | [ 26 ] |
| 한국대중음악상         | 2025 | 올해의 음반 (대상)      | 후보 | [ 27 ] |
| 한국대중음악상         | 2025 | 최우수 케이팝 음반      | 수상 | [ 27 ] |
| MAMA 어워즈            | 2024 | 올해의 음반 (대상)      | 후보 | [ 28 ] |
| 멜론 뮤직 어워드       | 2024 | 올해의 앨범 (대상)      | 수상 | [ 29 ] |
| 멜론 뮤직 어워드       | 2024 | 밀리언스 TOP 10 앨범    | 수상 | [ 30 ] |

## 곡 목록
| #            | 제목                | 작사                   | 작곡                                                                         | 프로듀싱/편곡             | 재생 시간 |
| ------------ | ------------------- | ---------------------- | ---------------------------------------------------------------------------- | ------------------------- | --------- |
| 1.           | 〈Supernova〉       | 켄지                   | 켄지 패리스 알렉사 Dem Jointz                                                | Dem Jointz                | 2:59      |
| 2.           | 〈Armageddon〉      | 방혜현 (잼 팩토리)     | 이제 수민 웨이커 (153/줌바스) 노 아이덴티티                                  | 노 아이덴티티             | 3:17      |
| 3.           | 〈Set the Tone〉    | 조윤경                 | 루드비히 린델 다니엘 시저 일바 딤베리                                        | 시저 & 루이               | 3:23      |
| 4.           | 〈Mine〉            | 이은화 (153/줌바스)    | 마이크 데일리 미첼 오언스 니콜 "KOLE" 코헨 에이드리안 맥키넌                 | 마이크 데일리 미첼 오언스 | 3:14      |
| 5.           | 〈Licorice〉        | 강은정                 | Daniel Davidsen 피터 발레빅 모아 "카지 오페이아" 칼레베커 Karen Poole        | PhD                       | 2:39      |
| 6.           | 〈Bahama〉          | 켄지                   | 요나탄 구스마크 루드비히 에버스 모아 "카지 오페이아" 칼레베커 엘렌 베리 켄지 | 문샤인 켄지               | 3:11      |
| 7.           | 〈Long Chat (#♥)〉  | 문설리                 | 스티안 뉘함메르 올센 라이브 라보 룬드-롤랑 노라 그레프스타드 줄리아 핀세테르 | 스티안 뉘함메르 올센      | 3:16      |
| 8.           | 〈Prologue〉        | 몰라 미아 (153/줌바스) | 길 루이스 미키 블루                                                          | 길 루이스                 | 3:15      |
| 9.           | 〈Live My Life〉    | 레슬리                 | 소피아 브레넌 닉 한 Edvard Erfjord                                           | Edvard Erfjord            | 2:40      |
| 10.          | 〈목소리〉 (Melody) | 이오늘                 | MinGtion 소피아 페                                                           | MinGtion                  | 3:08      |
| 총 재생 시간 | 총 재생 시간        | 총 재생 시간           | 총 재생 시간                                                                 | 총 재생 시간              | 31:02     |

## 참여 인력
크레딧은 음반의 라이너 노트에서 발췌하였다.
스튜디오
- SM 웨이블릿 스튜디오 – 녹음 (트랙 1–2, 6, 9), 디지털 편집 (트랙 6, 9–10), 믹스 엔지니어링 (트랙 10)
- SM 드롭릿 스튜디오 – 녹음 (트랙 2, 7), 디지털 편집 (트랙 2), 믹스 엔지니어링 (트랙 2)
- SM 옐로우 테일 스튜디오 – 녹음 (트랙 3, 5), 디지털 편집 (트랙 1, 3)
- SM 오베 스튜디오 – 녹음 (트랙 4, 8), 디지털 편집 (트랙 4–5, 8)
- SM 도리 스튜디오 – 녹음 (트랙 5, 10)
- 바이브 뮤직 스튜디오 606 – 녹음 (트랙 10)
- 더 바이브 스튜디오 – 녹음 (트랙 10)
- SM 빅 샷 스튜디오 – 디지털 편집 (트랙 7), 믹싱 (트랙 5, 7)
- 둡둡 스튜디오 – 디지털 편집 (트랙 7)
- SM 블루 오션 스튜디오 – 믹싱 (트랙 1–2)
- SM 블루 컵 스튜디오 – 믹싱 (트랙 3–4)
- SM 스타라이트 스튜디오 – 믹싱 (트랙 6, 9–10)
- SM 콘서트 홀 스튜디오 – 믹싱 (트랙 8)
- 821 사운드 – 마스터링 (모든 트랙)

참여 인력
- SM 엔터테인먼트 – 이그제큐티브 프로듀서
- 이성수 – A&R 이그제큐티브
- 탁영준 – IP 이그제큐티브, 총괄 감독
- 장철혁 – 총괄 감독
- Aespa – 보컬, 백 보컬 (모든 트랙)
- 켄지 – 프로듀서, 편곡 (트랙 6), 작사, 작곡, 보컬 디렉팅 (트랙 1, 6)
- 패리스 알렉사 – 작곡, 백 보컬 (트랙 1)
- Dem Jointz – 프로듀서, 작곡, 편곡 (트랙 1)
- 방혜현 (잼 팩토리) – 작사 (트랙 2)
- 이제 – 작곡, 백 보컬 (트랙 2)
- 수민 – 작곡, 백 보컬 (트랙 2)
- 웨이커 (153/줌바스) – 작곡, 피아노, 프로그래밍 (트랙 2)
- 노 아이덴티티 – 프로듀서, 작곡, 편곡, 베이스, 드럼, 피아노, 신시사이저, 프로그래밍 (트랙 2)
- 조윤경 – 작사 (트랙 3)
- 루드비히 린델 (시저 & 루이) – 프로듀서, 작곡, 편곡 (트랙 3)
- 다니엘 시저 (시저 & 루이) – 프로듀서, 작곡, 편곡 (트랙 3)
- 일바 딤베리 – 작곡 (트랙 3)
- 이은화 (153/줌바스) – 작사 (트랙 4)
- 마이크 데일리 – 프로듀서, 작곡, 편곡 (트랙 4)
- 미첼 오언스 – 프로듀서, 작곡, 편곡 (트랙 4)
- 니콜 "KOLE" 코헨 – 작곡 (트랙 4)
- 에이드리안 맥키넌 – 작곡 (트랙 4)
- 강은정 – 작사 (트랙 5)
- Daniel Davidsen (PhD) – 프로듀서, 작곡, 편곡 (트랙 5)
- 피터 발레빅 (PhD) – 프로듀서, 작곡, 편곡 (트랙 5)
- 모아 "카지 오페이아" 칼레베커 – 작곡 (트랙 5–6), 백 보컬 (트랙 6)
- Karen Poole – 작곡 (트랙 5)
- 요나탄 구스마크 (문샤인) – 프로듀서, 작곡, 편곡 (트랙 6)
- 루드비히 에버스 (문샤인) – 프로듀서, 작곡, 편곡 (트랙 6)
- 엘렌 베리 – 작곡, 백 보컬 (트랙 6)
- 문설리 – 작사 (트랙 7)
- 스티안 뉘함메르 올센 – 프로듀서, 작곡, 편곡 (트랙 7)
- 라이브 라보 룬드-롤랑 – 작곡 (트랙 7)
- 노라 그레프스타드 – 작곡 (트랙 7)
- 줄리아 핀세테르 – 작곡 (트랙 7)
- 몰라 – 작사 (트랙 8)
- 미아 (153/줌바스) – 작사 (트랙 8)
- 길 루이스 – 프로듀서, 작곡, 편곡 (트랙 8)
- 미키 블루 – 작곡 (트랙 8)
- 레슬리 – 작사 (트랙 9)
- 소피아 브레넌 – 작곡 (트랙 9)
- 닉 한 – 작곡 (트랙 9)
- Edvard Erfjord – 프로듀서, 작곡, 편곡 (트랙 9)
- 이오늘 – 작사 (트랙 10)
- 소피아 페 – 작곡 (트랙 10)
- MinGtion – 프로듀서, 작곡, 편곡, 베이스, 피아노 (트랙 10), 보컬 디렉팅 (트랙 5, 10)
- 송재원 – 보컬 디렉팅 (트랙 2)
- 싸이 – 보컬 디렉팅 (트랙 3)
- 김진환 – 보컬 디렉팅 (트랙 4, 9)
- 에밀리 연서 김 – 보컬 디렉팅, 백 보컬 (트랙 7)
- 페리 – 보컬 디렉팅 (트랙 8)
- 박신원 – 기타 (트랙 10)
- 한성은 – 스트링 편곡 (트랙 10)
- 영 – 스트링 (트랙 10)
- 강은지 – 녹음 (트랙 1–2, 6, 9), 디지털 편집 (트랙 6, 9–10), 믹스 엔지니어링 (트랙 10)
- 김주현 – 녹음 (트랙 2, 7), 디지털 편집 (트랙 2), 믹스 엔지니어링 (트랙 2)
- 노민지 – 녹음 (트랙 1, 3, 5), 디지털 편집 (트랙 1, 3)
- 김효준 – 녹음 (트랙 4, 8), 디지털 편집 (트랙 4–5, 8)
- 정재원 – 녹음 (트랙 5, 10)
- 이강현 – 녹음 (트랙 10)
- 오현석 – 녹음 (트랙 10)
- 김경태 – 녹음 (트랙 10)
- 이민규 – 디지털 편집 (트랙 7), 믹싱 (트랙 5, 7)
- 권유진 – 디지털 편집 (트랙 7)
- 김철순 – 믹싱 (트랙 1–2)
- 정유석 – 믹싱 (트랙 3–4)
- 정유라 – 믹싱 (트랙 6, 9–10)
- 남궁진 – 믹싱 (트랙 8)
- 권남우 – 마스터링 (모든 트랙)

## 차트
| 차트 (2024)                             | 최고 순위 |
| --------------------------------------- | --------- |
| 오스트레일리아 히트시커스 앨범 (ARIA)   | 12        |
| 45                                      |           |
| 94                                      |           |
| 196                                     |           |
| 크로아티아 국제 앨범 (HDU)              | 14        |
| 77                                      |           |
| 45                                      |           |
| 4                                       |           |
| 일본 합산 앨범 (오리콘)                 | 3         |
| 일본 핫 앨범 (빌보드 재팬)              | 14        |
| 리투아니아 앨범 (AGATA)                 | 98        |
| 나이지리아 앨범 (TurnTable)             | 34        |
| 5                                       |           |
| 대한민국 앨범 (써클)                    | 2         |
| 스웨덴 피지컬 앨범 (스베리예토프리스탄) | 20        |
| 52                                      |           |
| 25                                      |           |
| 3                                       |           |
| 1                                       |           |

| 차트 (2024)          | 순위 |
| -------------------- | ---- |
| 일본 앨범 (오리콘)   | 8    |
| 대한민국 앨범 (써클) | 4    |

| 차트 (2024)          | 순위 |
| -------------------- | ---- |
| 일본 앨범 (오리콘)   | 96   |
| 포르투갈 앨범 (AFP)  | 141  |
| 대한민국 앨범 (써클) | 12   |

## 인증
| 국가                       | 인증      | 판매량/출하량 |
| -------------------------- | --------- | ------------- |
| 대한민국 (KMCA)            | 1× 밀리언 | 1,000,000^    |
| ^출하량을 기반으로 한 인증 |           |               |

## 발매 기록
| 지역      | 날짜            | 형식                     | 레이블    | Ref.   |
| --------- | --------------- | ------------------------ | --------- | ------ |
| 대한민국  | 2024년 5월 27일 | CD                       | SM 카카오 | [ 1 ]  |
| 여러 지역 | 2024년 5월 27일 | 디지털 다운로드 스트리밍 | SM 카카오 | [ 1 ]  |
| 미국      | 2024년 7월 5일  | CD                       | SM 버진   | [ 46 ] |
| 여러 지역 | 2025년 2월 24일 | LP                       | SM        | [ 47 ] |